# Марцін Остророг
Марцін Остророг-Львувський гербу гербу Наленч (пол. Marcin Ostroróg Lwowski; д/н — 1590/1591) — державний діяч часів Речі Посполитої.

## Життєпис
Походив з польського магнатського роду Остророгів, гілки Львувській. Молодший син Войцеха Остророга, каштеляна сантоцького, й кальвіністки Софії Зборовської (доньки воєводи познанського Мартина Зборовського).
Про молоді роки обмаль відомостей. Вперше згадується 1574 року як учасник коронаційного сейму Генріха I Валуа. 1575 року обирається від Познанського воєводства на елекційний сейм, де підтримав кандидатуру Стефана Баторія.
1581 року призначено каштеляном каменським. У 1587—1588 роках був прихильником партії Зборовських. Протистояв великому коронному канцлеру Яну Замойському, проте не брав участь у битві під Бичиною, де останній здолав Зборовських та їх союзників австрійців. У 1589 році брав участь у самовільних сеймиках воєводств познанського і каліського, спрямованих проти Замойського.
1590 році задля зміцнення свого становища оженився на представниці магнатського роду Опалінських. Втім Марцін Остророг помер у 1590 або 1591 році.

## Родина
1. Дружина — Ядвіга, донька Яна Пшерембського, каштеляна серадзького
Діти:
- Єжи (д/н—1623), чоловік Зофії, доньки підчашого великого коронного Яна Остророга. Дітей в шлюбі не мав. Став останнім представником Остророг-Львувських

2. Дружина — Гертруда, донька Анджея Опалінського, маршалка великого коронного